# $10 (曲)
「$10」（テンダラーズ）は、SMAPの10枚目のシングル。1993年11月11日にビクターエンタテインメントから発売された。

## 林田健司からの楽曲提供
もとは林田健司の作品をSMAPがカバーしたもの。林田のオリジナルは1992年5月21日発売のアルバム『Unbalance』に収録されている。
SMAPがカバーする前から森且行がこの曲を好んでコンサートのソロでよく歌っており、それがきっかけで、SMAPが正式にシングルカットすることになった。
デビューからポップなアイドルソングを歌うことが多かったSMAPだが、あまりヒット曲には恵まれず、10枚目のこの曲でイメージを変えて大人な内容の楽曲を歌いCDセールスを伸ばすようになった。後に、林田はSMAPに似合う曲だと思ってこの曲を提供したと語っている。中居正広は、売れなかった時代にSMAPにヒット曲を作ってくれたのが林田であることや、「いい感じになってきたなぁと思ったのは$10から」と語っている。この曲を皮切りにSMAPは「君色思い」、「KANSHAして」、「青いイナズマ」と林田からの楽曲提供が続いた。

## 概要
- フジテレビ系『夢がMORI MORI』オープニングテーマ。その『夢がMORI MORI』と文化放送『TOYOTA SUPER COUNTDOWN 50』では、「テンダラー」と誤ってクレジットもしくは読み上げられていた。
- 過去のシングル9作品では一部の例外を除いてはソロパートと言えるものはほぼなく、曲全体を通して全員、または複数の人数でほぼユニゾンで歌い通していたが、この曲は木村拓哉と森且行にソロパートが（サビ以外はこの2人が歌っている）ある。但しメンバーが5人になってからのコンサートでは森且行のソロパートを『LIVE pamS』までは草彅剛が、『SMAP 2008 super.modern.artistic.performance tour』からは中居正広と草彅剛が担当している。
- この曲は複数のバージョンが存在するが、編曲の微々たる変更に過ぎないものも存在する。
- この曲で『NHK紅白歌合戦』（第44回）の3度目の出場を決める。
- 「$10」は1994年のアルバム『SMAP 005』（アルバムバージョン）、1995年のアルバム『Cool』（別アルバムバージョン）『BOO』（リミックスバージョン）、1997年発売のアルバム『WOOL』（『Cool』収録バージョンを再編集したもの）、2001年発売のベストアルバム『Smap Vest』、2016年発売のベストアルバム『SMAP 25 YEARS』に収録されている。カップリングの「話をしていたくて」は1995年発売のアルバム『Cool』（アルバムバージョン）に収録されているが、シングルバージョンはアルバム未収録。
- SMAP解散後、2020年にソロ歌手デビューした木村のライブツアー『TAKUYA KIMURA Live Tоur 2020 Gо with the Flоw』にて、同曲を披露した[3]。

## チャート成績
- 1993年11月22日付のオリコン週間シングルランキングで、初週9.3万枚を売り上げ、初登場5位を獲得した。
- 累計売上は31.7万枚（オリコン調べ）。

## 収録曲
1. $10
作詞:林田健司・森浩美 / 作曲・CHORUS&GUITAR:林田健司 / 編曲:CHOKKAKU
  - フジテレビ系『夢がMORI MORI』テーマソング
  - アルバム『SMAP 005』CMソング
2. 話をしていたくて
作詞:小倉めぐみ / 作曲・編曲:長岡成貢 / コーラスアレンジ:松下誠
3. $10（オリジナル・カラオケ）
4. 話をしていたくて（オリジナル・カラオケ）

## 収録アルバム
- SMAP 005（#1）
  - アルバム・バージョンを収録。収録タイトル「$10 [MOD MIX]」。
- Cool（#1, 2）
  - #1は別アルバム・バージョン、#2はアルバム・バージョンを収録。
- BOO（#1）
  - リミックス・バージョンを収録。収録タイトル「$10 #4」(#4は4バージョン目の意味）。
- WOOL（#1）
  - 「Cool」収録バージョンを編集した新録バージョンを収録。
- Smap Vest（#1）
- SMAP 25 YEARS（#1）

## 映像作品
$10
- SEXY SIX SHOW
- SMAP Winter Concert 1995-1996
- SMAP 010 "TEN"
  - 5人体制 初披露
- 1997 SMAP LIVE ス
- LIVE S map
- LIVE pamS
  - 稲垣が謹慎の為4人で披露
- SMAP 2008 super.modern.artistic.performance tour
- We are SMAP! 2010 CONCERT DVD
- Mr.S "saikou de saikou no CONCERT TOUR"
- Clip! Smap! コンプリートシングルス（ライブ映像）

## ライブ・パフォーマンス
$10
- 『アイドルオンステージ』（1995年3月12日、NHK BS2）
森がソロで披露

## カバー
- アンディ・ホイ：香港の歌手。1994年のアルバム『Heart』に、広東語の歌詞でタイトル「熱愛生命」としてカバー。